# Marie Bourret
Pour les articles homonymes, voir Bourret.
 (août 2010).
Pas d'image ? Cliquez ici

a Compétitions nationales et continentales officielles uniquement.

b Matchs officiels uniquement.
Marie Bourret Sempéré, née le 10 février 1982 à Perpignan (Pyrénées-Orientales), est une joueuse internationale française de rugby à XV, évoluant indifféremment aux postes de centre, d’ailier ou d’arrière. Elle joue en club avec l'USAT XV Toulouges.

## Biographie
Marie est issue d'une famille rugbystique : son grand-père Irénée Carrère a porté le maillot national de l'équipe de France de rugby à XIII, son père Jean-Marc a évolué au poste de centre en tant que treiziste avec le Pia XIII puis quinziste avec l'USAP, ; son frère Matthieu choisira aussi de pratiquer le rugby à XV.
Quadruple championne de France Élite avec l'USAT XV Toulouges, Marie connaît des sélections dans le XV de France mais aussi dans l'équipe de France féminine à sept et elle participe à la première coupe du monde féminine à sept à Dubaï en avril 2009. Au retour de cette coupe du Monde, elle se blesse gravement aux cervicales lors d'un match avec son club. Elle décide alors de mettre un terme à sa carrière sportive.
Marie Bourret se marie en 2010 au joueur du Stade français Laurent Sempéré.
Après s'être reconvertie dans l'événementiel et le marketing sportif, elle démarre en 2017 une carrière de consultante télé en intégrant l'équipe d'Eurosport. Elle participe à l'émission Les Tontons Flankers animée par Christian Califano et commente les matchs de l'Élite 1 féminine, du XV de France féminin, de Pro D2 ainsi que les compétitions à sept diffusées par la chaîne, comme la Coupe du monde 2018 et Jeux olympiques de Tokyo de 2020.
A côté de ses interventions pour Eurosport, Marie apporte également son expertise à la chaîne TV5 MONDE , elle deviendra la première femme à commenter le XV de France Masculin à la télévision Française  lors de France / Ecosse le 23 février 2019.
En octobre 2022, elle fait partie de l'équipe de TF1 qui couvre la Coupe du monde féminine de rugby en Nouvelle-Zélande et intervient dans l'émission Coupe du monde 2021, le Mag. 
Elle rejoint l'équipe de consultants rugby de France Télévisions à partir de la saison 2021-2022, et deviendra la première femme à commenter un match du Tournoi des Six Nations masculin sur France 2 en commentant le match Écosse-Italie à Murrayfield aux côtés de Marc Tamon le 18 mars lors de la dernière journée du Tournoi 2023.
En mai 2021, en parallèle de son activité de consultante rugby, elle obtient sa certification de coach professionnelle et se forme en programmation neuro-linguistique.[réf. nécessaire]. 
En septembre 2023, à l'occasion de la Coupe du monde de rugby 2023 qui a lieu en France, elle fait partie du dispositif sportif mis en place par M6 pour l'évènement et commente une partie des matchs diffusés par la chaine, en binôme avec Laurent Depret.
À partir de 2024, elle commente les matchs de l'équipe de France féminine de rugby à XV sur France 2 aux côtés de Jean Abeilhou et sur TMC avec Stefan Etcheverry pour le WXV 2024.

## Palmarès
- Vainqueur du championnat de France Élite 1 en 2004, 2005, 2006 et 2008
- Vice-championne d'Europe en 2007

## Statistiques en équipe nationale

### En équipe de France de rugby à XV
- France A : 9 sélections en 2005, 2006 et 2007[réf. nécessaire]
- France : 4 sélections en  2007 (Suède, Pays-Bas, pays de Galles, Angleterre), 5 sélections en 2008 (Écosse, Irlande, Angleterre, Italie, pays de Galles) et 3 sélections en 2009 (Pays-Bas, pays de Galles, Irlande)[réf. nécessaire]

### En équipe de France de rugby à sept
- Participation au Tournoi FIRA 2009, de Malaga 2009
- Participation à la Coupe du monde 2009